# 12659 Schlegel
12659 Schlegel eller 1973 UR5 är en asteroid i huvudbältet som upptäcktes den 27 oktober 1973 av den tyske astronomen Freimut Börngen vid Tautenburg-observatoriet. Den är uppkallad efter August Wilhelm och Friedrich Schlegel.
Den tillhör asteroidgruppen Nysa.